# Manuel Velázquez Villaverde
Manuel Velázquez Villaverde (Madrid, 24 de gener de 1943 - Fuengirola, 15 de gener de 2016) va ser un futbolista madrileny que destacà als anys 60 i 70 al Reial Madrid CF. Va obtenir la Medalla d'Argent al Mèrit Esportiu, concedida pel Ministre de Cultura i Benestar Social, Pío Cabanillas, el 24 d'agost de 1977. Va ser internacional amb la selecció espanyola.

## Biografia
Format futbolísticament al planter del Reial Madrid CF, va jugar cedit al Rayo Vallecano i el CD Málaga. Va debutar amb el primer equip blanc a la temporada 1965-66 amb Miguel Muñoz com a entrenador i on jugava un veterà Francisco Gento. Aquesta temporada, guanyà la sisena Copa d'Europa del conjunt madrileny: va jugar com a titular la final de la Copa d'Europa de 1966, que el Madrid va guanyar contra el FK Partizan per 2 a 1 a l'Estadi Heysel, de Brussel·les.
Va disputar 10 partits amb la selecció espanyola, amb la qual debutà a l'estadi Ali Sami Yen l'1 de febrer de 1967 contra Turquia. Amb la selecció marcà dos gols, un contra Finlàndia el 15 d'octubre de 1969 i l'altre contra Romania, el 17 d'abril de 1975, al que va ser el seu darrer partit com a internacional. També jugà en dotze ocasions amb la selecció amateur.

## Palmarès

### Reial Madrid CF
- 6 Lligues de Primera Divisió: 1966-67, 1967-68, 1968-69, 1971-72, 1974-75 i 1975-76.
- 2 Copes del Generalíssim: 1969-70, 1973-74 i 1974-75
- 1 Copa d'Europa: 1965-66